# Ляскі-Валецькі
Ляскі-Валецькі (пол. Laski Wałeckie, нім. Latzig) — село в Польщі, у гміні Валч Валецького повіту Західнопоморського воєводства.
Населення — 59 осіб (2011).
У 1975-1998 роках село належало до Пільського воєводства.

## Демографія
Демографічна структура станом на 31 березня 2011 року:
|          | Загалом | Допрацездатний вік | Працездатний вік | Постпрацездатний вік |
| -------- | ------- | ------------------ | ---------------- | -------------------- |
| Чоловіки | 33      | 6                  | 23               | 4                    |
| Жінки    | 26      | 3                  | 15               | 8                    |
| Разом    | 59      | 9                  | 38               | 12                   |